# Foa
Foa és un gènere de peixos pertanyent a la família dels apogònids.

## Taxonomia
- Foa brachygramma (Jenkins, 1903)[2]
- Foa fo (Jordan & Seale, 1905)[3]
- Foa hyalina (Smith & Radcliffe, 1912)[4]
- Foa madagascariensis (Petit, 1931)[5]